# Измет
Измет (фецес, говно, екскремент, фекалије - (лат. faex, faecis: талог, мутљаг, измет) је крајњи отпадни продукт физиолошких процеса варења животиња и људи. Сем несварених остатака хране, често се у фецесу налази и додатни „отпад“ метаболизма, попут неких органских киселина и токсичних материја, лекова или свеже крви, слузи, паразита и продуката распадања хемоглобина у вишим партијама дигестивног тракта. У измету се могу наћи и прогутана страна тела, нпр. делови играчака код деце или пакетићи наркотика, златног накита и дијаманта код кријумчара.
Физиолошки процес избацивања/ослобађања измета из организма назива се дефекација. Према изгледу столица може бити чврста (формирана) или кашаста и течна (неформирана). Боја и мирис столице зависи од врсте исхране и пратећих поремећаја у дигестивном тракту. Тако је нпр. црна катранаста столица последица свежег крварење и дејства желудачне киселине на хемоглобин у горњим партијама дигестивног тракта (чир на желуцу или дванаестопалачном цреву, крварећи карцином, повреда желуца).

## Процеси избацивања из организма
После уношења хране у организам и обављеног метаболизма у организму и његовим ћелијама, након одређеног времена, у процесу дефекације, несварене отпадне материје се излучују:
- из дигестивног тракта кроз анус као фецес, (измет, говно, балега, кличко, брабоњак, дрек),
- из уринарног тракта, - бубрега, крвљу допремљене отпадне материје метаболизма ћелија, урином (мокраћа).

## Одлагање
Отпадне материје, фекалије, смијештају се и одлажу у за то примјерене просторе.

## Дијагностика
Врло су значајне у медицини и ветеринарској медицини. Лабораторијским анализама урина и фецеса (познатог као столица), праћењем присутности одређених супстанци у завршним процесима метаболизма, се врло поуздано индицирају или чак и дијагностикују обољења. Отуда су лабораторијске анализе урина и столице обавезан састав сваког лекарског прегледа.